# Julius Sieg

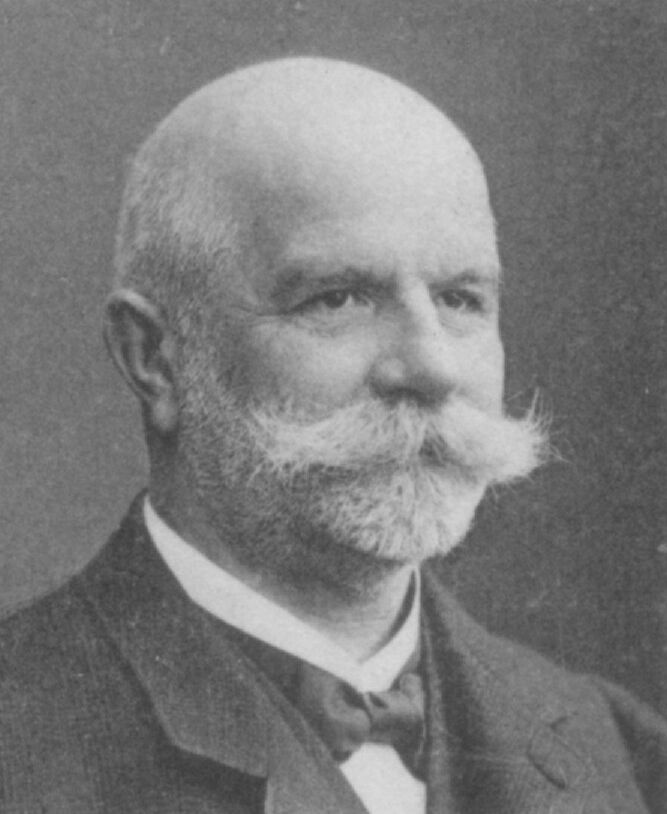
Julius Sieg als Reichstagsabgeordneter 1912

Julius Ernst Sieg (* 27. Dezember 1848 in Raczyniewo; † 26. November 1923 in Zoppot) war Rittergutsbesitzer und Mitglied des Deutschen Reichstags.

## Leben
Sieg besuchte das Gymnasium in Thorn und absolvierte eine Ausbildung als Kaufmann in Stettin und dann in Paris. Er etablierte nach dem Kriege 1870/71 in Danzig ein Getreidegeschäft, gab dieses 1880 auf, wurde Landwirt und kaufte das elterliche Gut, welches 1873 wegen Erbteilung verkauft war, zurück.  1870/71 machte er den Krieg als Einjährig-Freiwilliger beim 2. Garde-Regiment mit. Als Oberleutnant der Landwehr verabschiedet, war er Mitglied des Kreistages, des Kreisausschusses und Kreisdeputierter. Weiter war er Mitglied des Westpreußischen Provinziallandtages, des Provinzialausschusses und der Zolltarifkommission.
Von 1893 bis 1898 und von 1900 bis 1913 war er Mitglied des Preußischen Abgeordnetenhauses und von 1898 bis 1918 war er Mitglied des Deutschen Reichstags für den Reichstagswahlkreis Regierungsbezirk Marienwerder 3 Graudenz, Strasburg (Westpr.) und die Nationalliberale Partei.
Er war Träger des Roten Adlerordens III. Klasse mit der Schleife und des Kronenordens III. Klasse.